# 幽霊紐育を歩く
『幽霊紐育を歩く』（ゆうれいにゅーよーくをあるく、原題: Here Comes Mr. Jordan）は、1941年のアメリカ合衆国のファンタジー映画。監督はアレクサンダー・ホール、出演はロバート・モンゴメリー、クロード・レインズ、イヴリン・キースなど。ハリー・シーガルの舞台『天国は待ってくれる』を原作としている。
続編として『地上に降りた女神』（1947年）がある。
1978年と2002年に『天国から来たチャンピオン』と『天国からきたチャンピオン 2002』としてそれぞれリメイクされた。

## ストーリー
自身の分身ともいえる「幸運のサックス」を肌身離さず持ち歩く、ちょっと変わり者だが純粋な心を持つプロボクサーのジョー。優秀なマネージャーでよき友のマックスの言うことをきかずに、自家用飛行機を一人で操縦して試合先のニューヨークへ向かったが、機体に異常が起きて墜落事故に遭ってしまう。
ジョーは天国への中継地に着き、新米使者の7013から自分が死んだことを告げられるが、何かの間違いだと言ってきかない。天国行きの旅客機が駐機中で、自分が死んでしまったのがわかると、今度は係官のジョーダンにも食って掛かる始末。
ジョーダンが念のために搭乗リストを調べてみると、そこにはジョーの名前がない。リストが間違っているのではないかと事務局へ無線で問い合わせてみると、予定日はなんと50年後の1991年5月11日の朝だった。
7013はジョーの担当が初めての任務で、苦痛を与えないように魂の回収のタイミングを早めたと言い訳をするが、あきれたジョーダンは地上へ戻って魂を戻すよう7013に指示する。ところが墜落現場にジョーの亡骸はなく、肉体はすでに火葬済みであった。それならと代わりの肉体を求めて、死期の迫った予定者からジョーに選ばせてみることにする。

## キャスト
| 役                               | 俳優                               |
| -------------------------------- | ---------------------------------- |
| ジョー（ジョセフ）・ペンドルトン | ロバート・モンゴメリー             |
| ミスター・ジョーダン             | クロード・レインズ                 |
| ベティ・ローガン                 | イヴリン・キース                   |
| ジュリア・ファーンズワース       | リタ・ジョンソン                   |
| メッセンジャー7013               | エドワード・エヴェレット・ホートン |
| マックス・コークル               | ジェームズ・グリーソン             |
| トニー・アボット                 | ジョン・エマーリイ                 |
| パイロット                       | ロイド・ブリッジス                 |

## 受賞とノミネート
| 賞           | 部門           | 候補者                                    | 結果       |
| ------------ | -------------- | ----------------------------------------- | ---------- |
| アカデミー賞 | 作品賞         | コロンビア映画                            | ノミネート |
| アカデミー賞 | 主演男優賞     | ロバート・モンゴメリー                    | ノミネート |
| アカデミー賞 | 助演男優賞     | ジェームズ・グリーソン                    | ノミネート |
| アカデミー賞 | 監督賞         | アレクサンダー・ホール                    | ノミネート |
| アカデミー賞 | 脚色賞         | シートン・I・ミラー、シドニー・バックマン | 受賞       |
| アカデミー賞 | 原案賞         | ハリー・シーガル                          | 受賞       |
| アカデミー賞 | 撮影賞（白黒） | ジョセフ・ウォーカー                      | ノミネート |